# Dynasty Warriors DS: Fighter's Battle
Dynasty Warriors DS: Fighter's Battle, in Giappone Shin: Sangoku musō DS Fighter's Battle (真・三國無双DSファイターズバトル?, Shin Sangokumusō Dī Esu Faitāzu Batoru), è un videogioco d'azione strategico pubblicato per Nintendo DS e sviluppato dalla Koei. Fa parte della serie Dynasty Warriors. Il videogioco è stato pubblicato il 27 settembre 2007 in Giappone ed il 23 marzo 2010 in America del Nord. La versione europea è stata pubblicata il 27 agosto 2010.
Il videogioco è ambientato nella antica Cina, ed il giocatore può scegliere il proprio personaggio fra i guerrieri Suzaku/Phoenix (朱雀), Seiryuu/Dragon (青龍) e Genbu/Chimera (玄武).